# Tapeinochilos dahlii
Tapeinochilos dahlii là một loài thực vật có hoa trong họ Costaceae. Loài này được K.Schum. miêu tả khoa học đầu tiên năm 1898.